# Bracon albion
Bracon albion är en stekelart som beskrevs av Papp 1999. Bracon albion ingår i släktet Bracon och familjen bracksteklar. Inga underarter finns listade.